# نرخ چهار برابر داده ها
فناوری نرخ چهاربرابر داده‌ها یا (QDR) یک تکنیک سیگنال‌ دهی ارتباطی است که در آن داده‌ها در چهار نقطه از چرخه ساعت انتقال پیدا می کنند: در لبه‌ صعودی، لبه نزولی و در دو نقطه میانی بین آنها. نقاط میانی توسط یک سیگنال ساعت دوم که با ۹۰ درجه اختلاف فاز نسبت به سیگنال ساعت اول عمل می‌کند، تعریف می‌شوند. این روش امکان انتقال چهار بیت داده را در هر خط سیگنال در هر چرخه ساعت فراهم می‌کند.
در یک سیستم نرخ چهار برابر داده‌ها، خطوط داده با فرکانسی دو برابر فرکانس سیگنال ساعت عمل می‌کنند. این در مقابل سیستم‌های نرخ دو برابر داده‌ها (DDR) است که در آنها خطوط ساعت و داده با یک فرکانس عمل می‌کنند.
فناوری نرخ چهار برابر داده‌ها برای اولین بار توسط اینتل در پردازنده‌های Pentium 4 با هسته Willamette معرفی شد و سپس در سری پردازنده‌های Atom، Pentium 4، Celeron، Pentium D و Core 2 این شرکت به کار گرفته شد. این فناوری به اینتل این قابلیت را داد که چیپست‌ها و پردازنده‌هایی تولید کند که با نرخ داده‌ای مشابه فناوری طیف کامل فرکانسی (FSB) با سرعتی بین 400 MT/s تا 1600 MT/s با یکدیگر ارتباط برقرار می‌کنند، در حالی که فرکانس واقعی ساعت در بازه‌ای پایین‌تر و پایدارتر (100 مگاهرتز تا 400 مگاهرتز) حفظ می‌شود.

## پیش زمینه
دلایل استفاده از QDR نسبت به DDR کاملاً متفاوت از دلایلی است که برای حرکت از نرخ تکی داده‌ها (SDR) به DDR مطرح می‌شود. استفاده از DDR به تولید کنندگان حافظه امکان داد تا داده‌ها را با نرخی برابر با بیت ساعت منتقل کنند (یک انتقال خط داده برای هر انتقال خط ساعت)، در حالی که SDR تنها می‌توانست داده‌ها را با نرخ چرخه ساعت (یک انتقال خط داده برای هر لبه صعودی ساعت) منتقل کند. با این وجود، پیاده‌سازی ساده QDR می‌تواند باعث شود نرخ داده بالاتر از نرخ ساعت باشد، که این وضعیت مزیت‌های الکتریکی ساده را نقض می‌کند.
مزیت‌های QDR زمانی مشخص می‌شوند که با محدودیت در استفاده از گذرگاه مواجه باشیم. در یک کامپیوتر مدرن، ممکن است چندین پردازنده و دستگاه‌های ورودی/خروجی هم‌زمان به حافظه دسترسی داشته باشند. برای مدیریت صحیح این دسترسی‌ها، سیستم‌های مدرن به گونه‌ای طراحی می‌شوند که سیگنال‌ها بین همه اجزای متصل در یک چرخه ساعت انتقال یابند، در حالی که محدودیتی جدی بر نرخ ساعت اعمال می‌شود. اما پس از حل این رقابت، انتقال داده می‌تواند به‌ صورت یک انتقال ساده نقطه‌ به‌ نقطه و یک‌ جهته انجام شود. در چنین انتقالی، نیازی نیست که سیگنال‌ها به‌طور کامل در یک چرخه منتقل شوند؛ بلکه کافی است به‌طور هماهنگ و با استفاده از سیگنالی خاص به نام “استروب” (strobe) کنترل شوند. این کاهش نیاز به یکپارچگی کامل سیگنال، باعث می‌شود انتقال داده QDR با سرعتی دو برابر نرخ ساعت (در مقایسه با DDR که سرعتی برابر با نرخ ساعت دارد) انجام شود.